# 明石市立二見西小学校
明石市立二見西小学校（あかししりつ ふたみにししょうがっこう）は、兵庫県明石市二見町にある公立小学校である。2022年度（令和4年度）現在の児童数は578名となっている。

## 沿革
- 1998年（平成10年）4月1日 - 明石市立二見西小学校創立。

## 通学区域
明石市教育委員会の通学区域を参照。

## 進路状況
ほとんどの児童は明石市立二見中学校へ進学するが、国私立中学校へ進学する児童もいる。